# Vedovelli Bortolo
A Avenida Vedovelli Bortolo é uma avenida de Gama, no Distrito Federal. Esta avenida estabelece a conexão viária entre as quadras 8 e 14 do Setor Oeste e a Feira Permanente do Setor Norte do Gama.
Possui uma faixa em cada sentido, sem canteiro central, sendo uma pista estreita e reta. A avenida atravessa o Setor Oeste no sentido oeste-leste, sendo comum a denominação "Gaminha".
Em praticamente toda sua extensão possui lojas e centros comerciais.